# Список плазунів Пакистану
Це список плазунів, що трапляються на території Пакистану. Фауна Пакистану включає 170 видів плазунів: два крокодилів, 86 — ящірок, 71 — змій та 15 черепах.

## РядиКрокодили

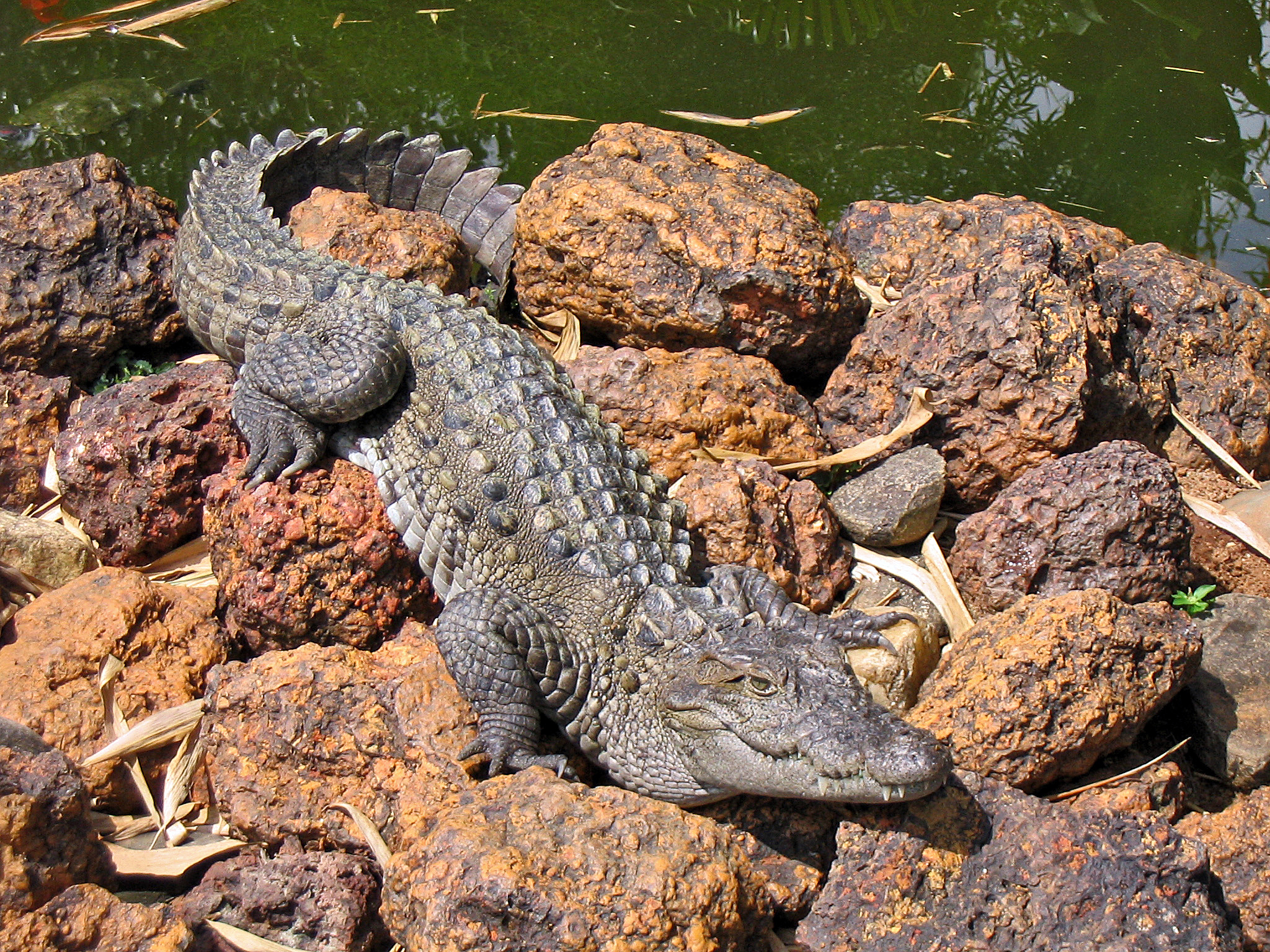
Крокодил болотний - національна рептилія Пакистану

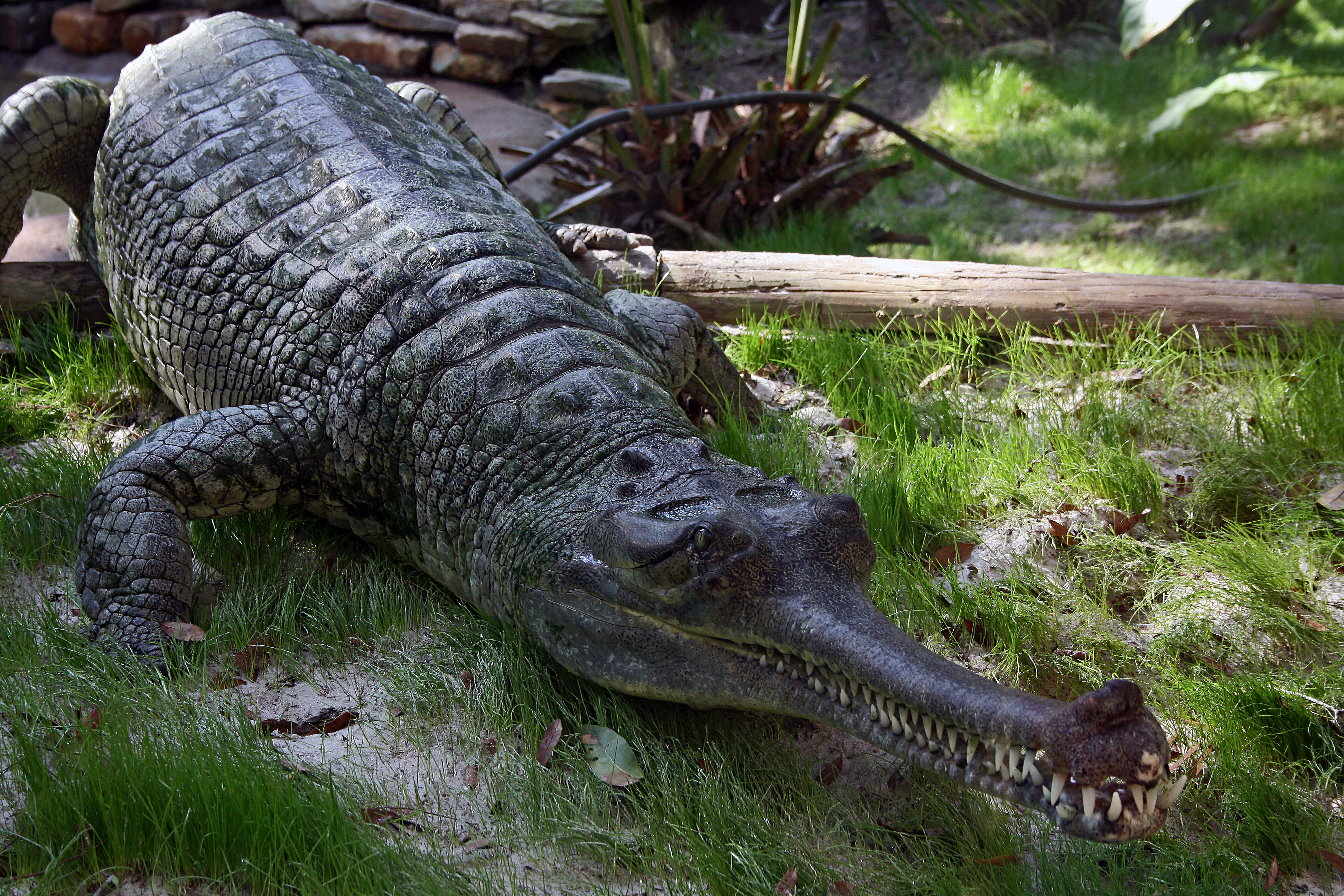
Гавіал траплявся уздовж берегів річки Інд, але зараз він винищений з країни

У Пакистані зафіксовано два види крокодилів.
- Родина Crocodylidae (крокодили) - 1 вид
  - Crocodylus palustris (крокодил болотний) - національна рептилія
- Родина Gavialidae (гавіали) - 1 вид
  - Gavialis gangeticus (індійський гавіал або гаріал)

## ПорядокЛускаті
Близько 153 видів лускатих зустрічаються в Пакистані.

### ПідрядЯщірки

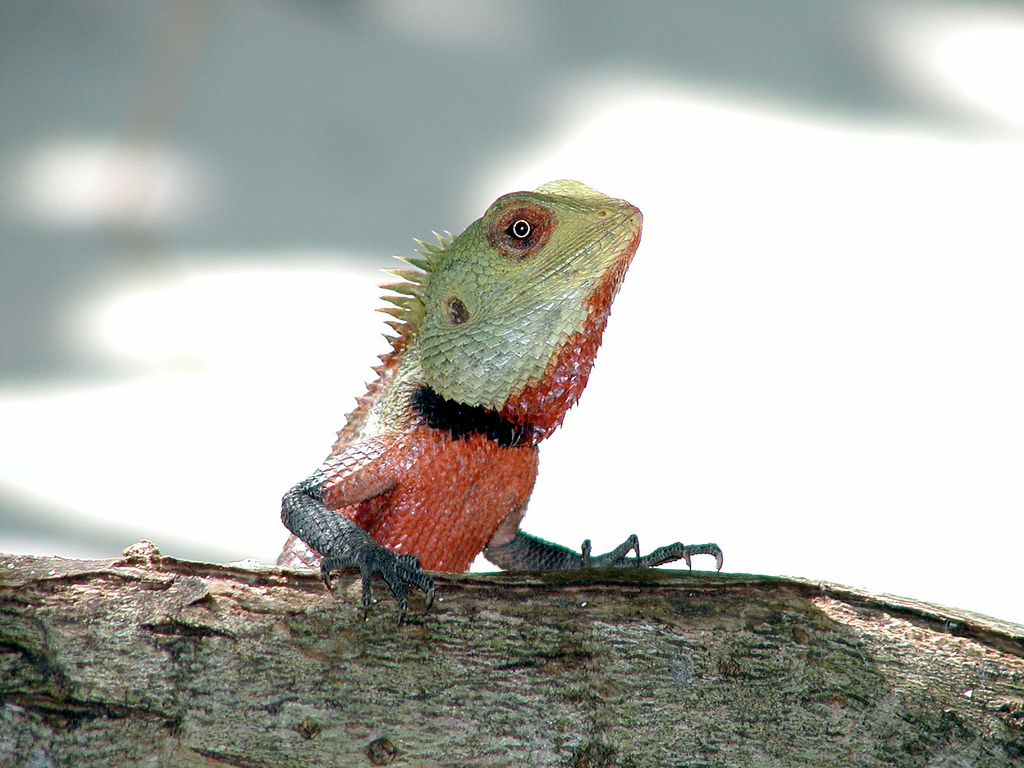
Самець калота садибного

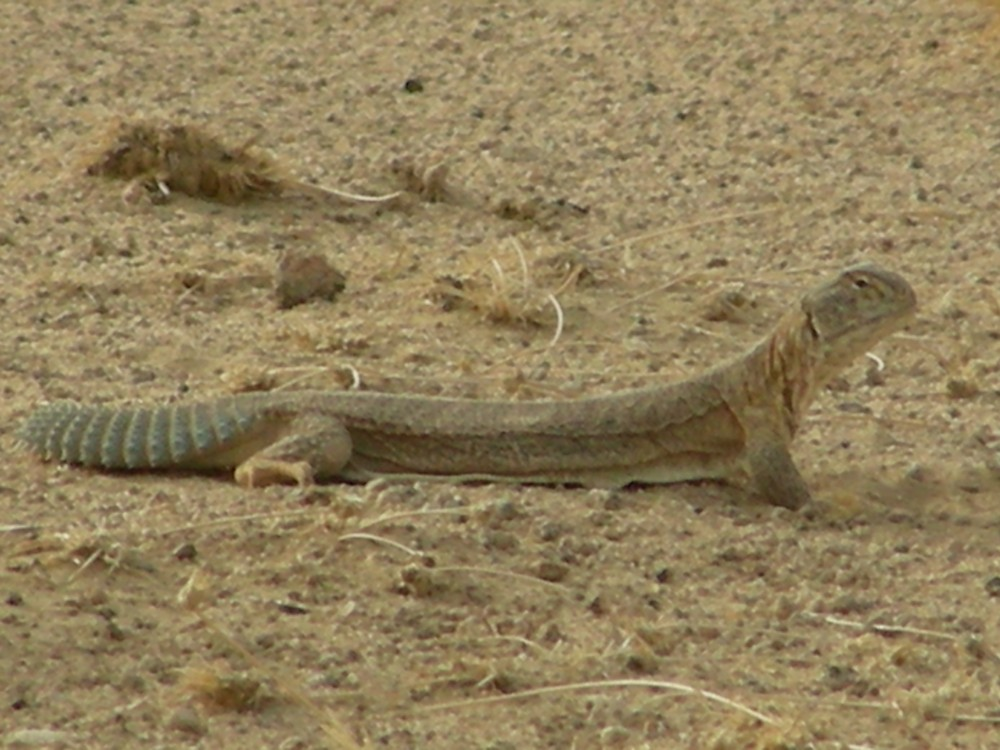
Шипохвіст індійський

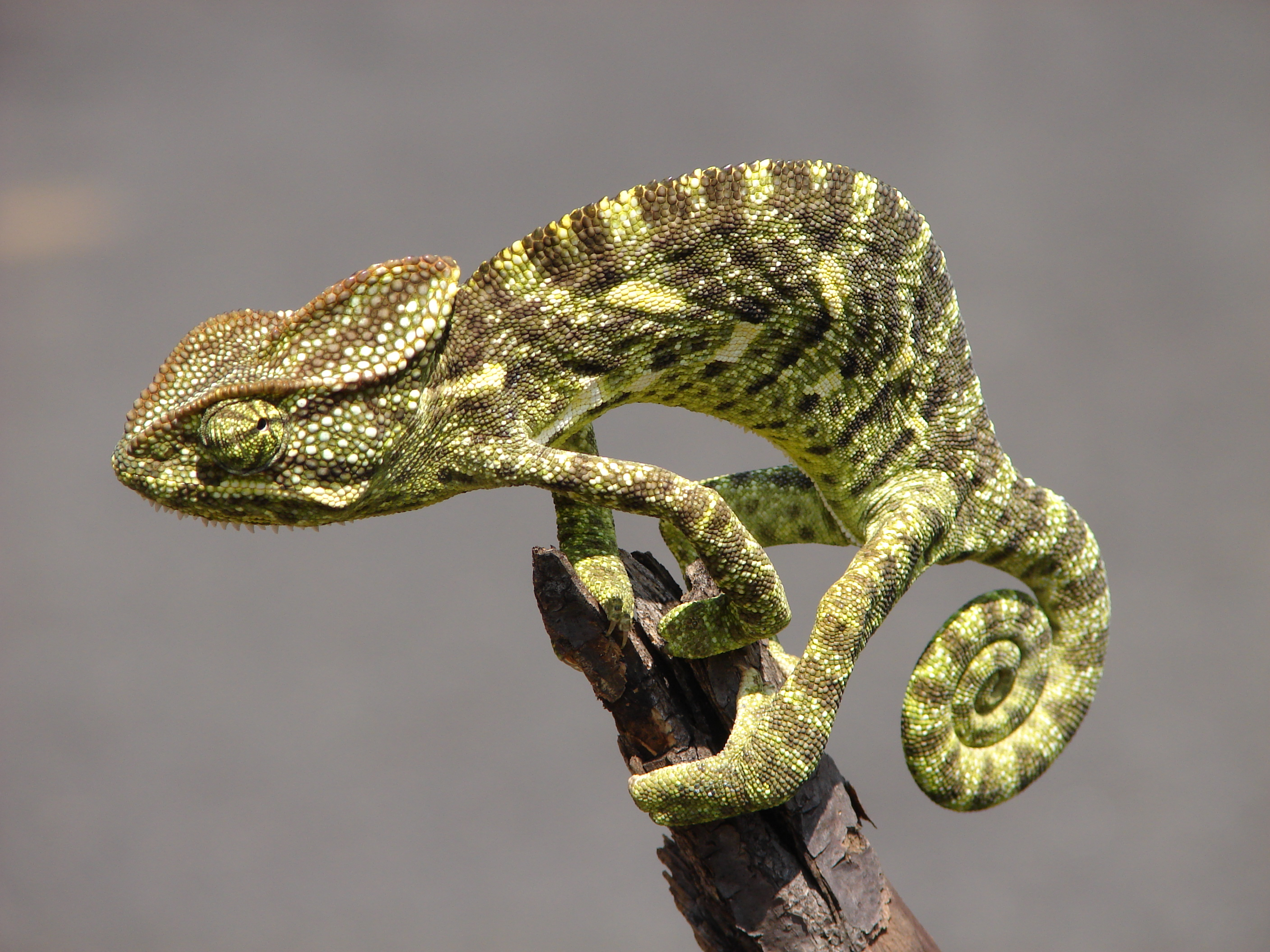
Цейлонський хамелеон

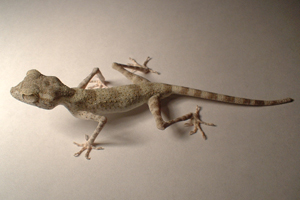
Перський павуковий гекон

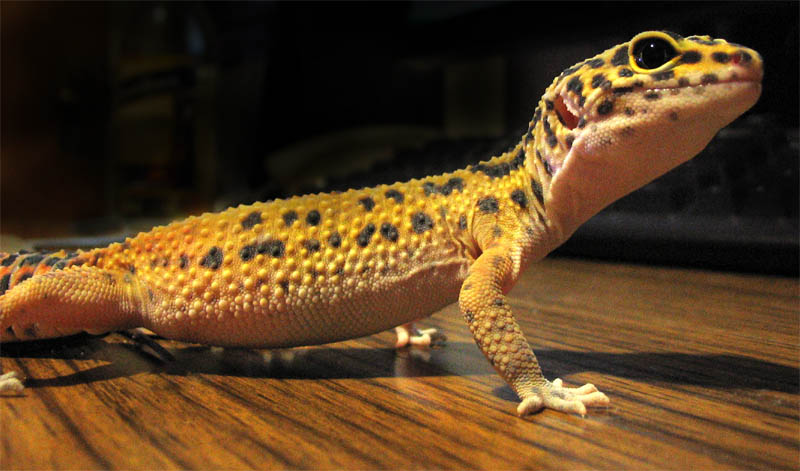
Леопардовий гекон

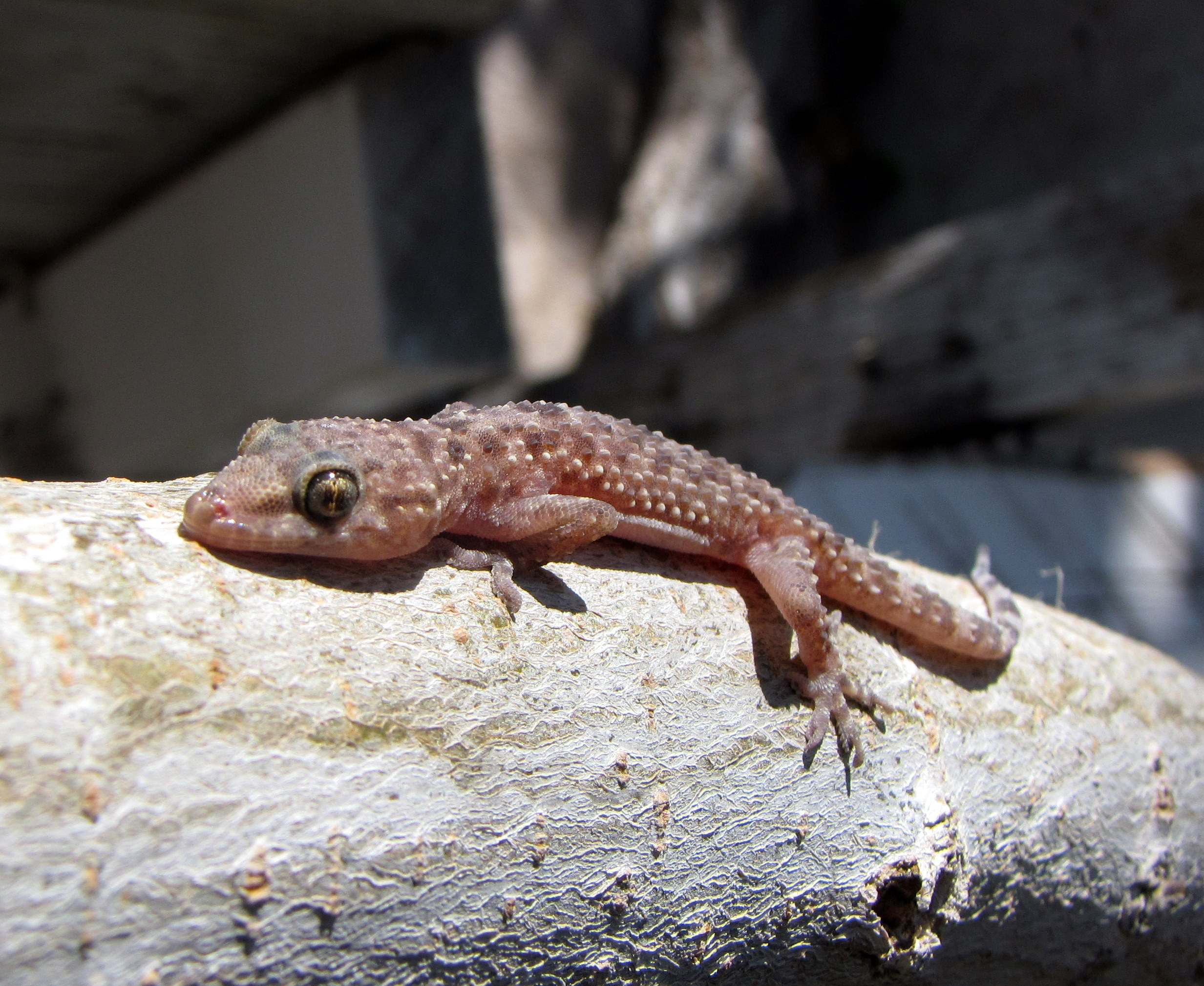
Середземноморський домашній гекон

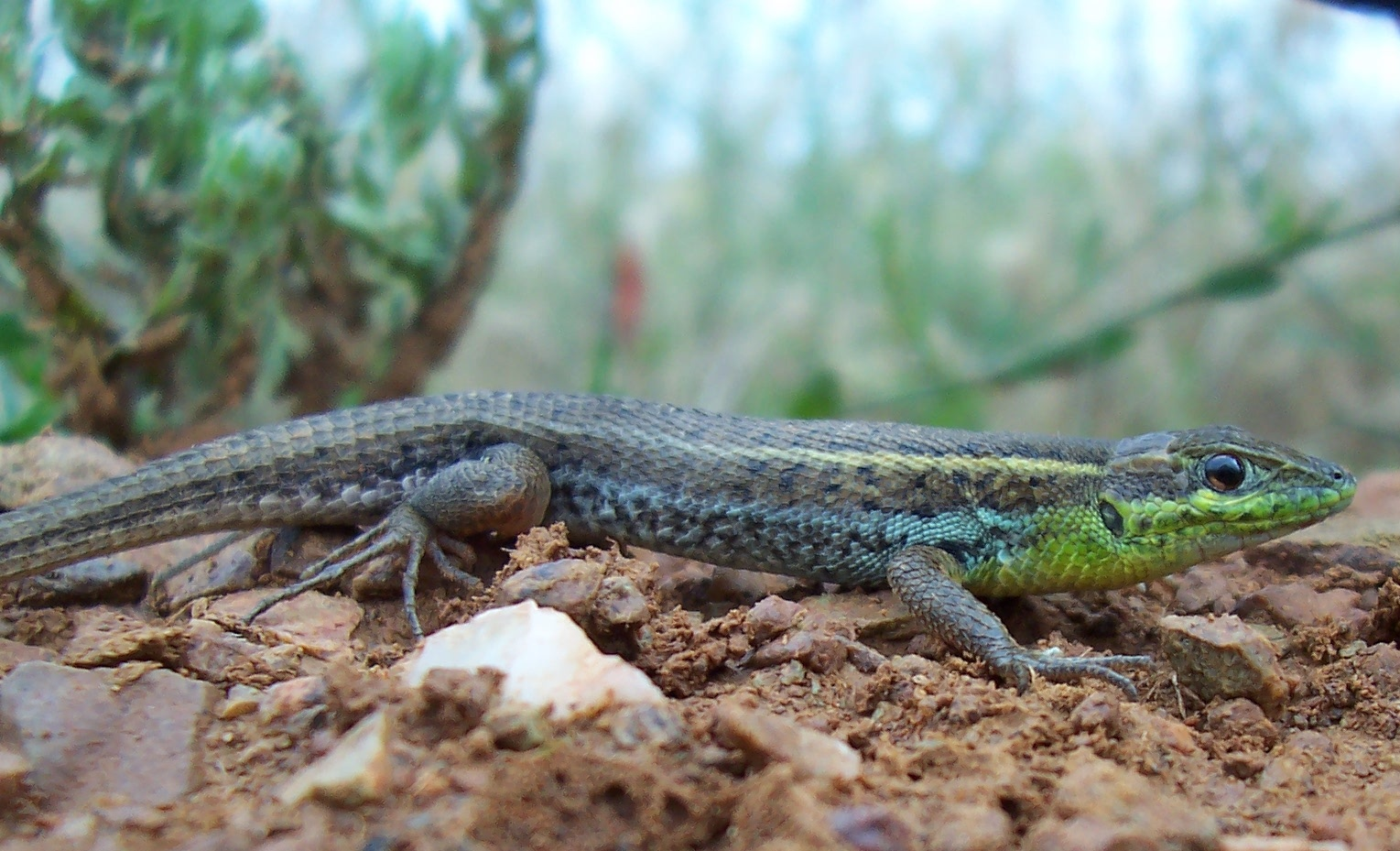
Змієока ящірка

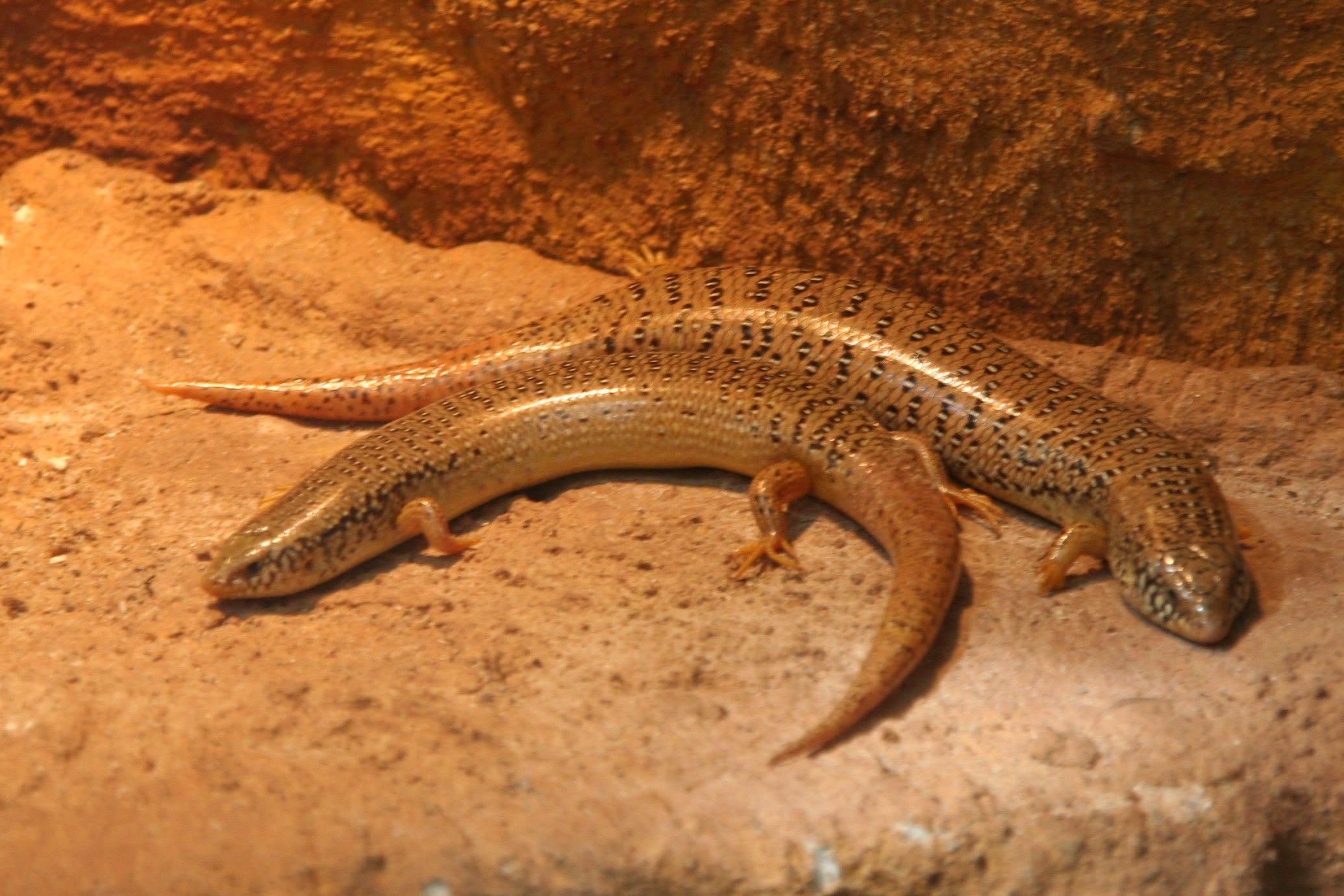
Веретеноподібний сцинк

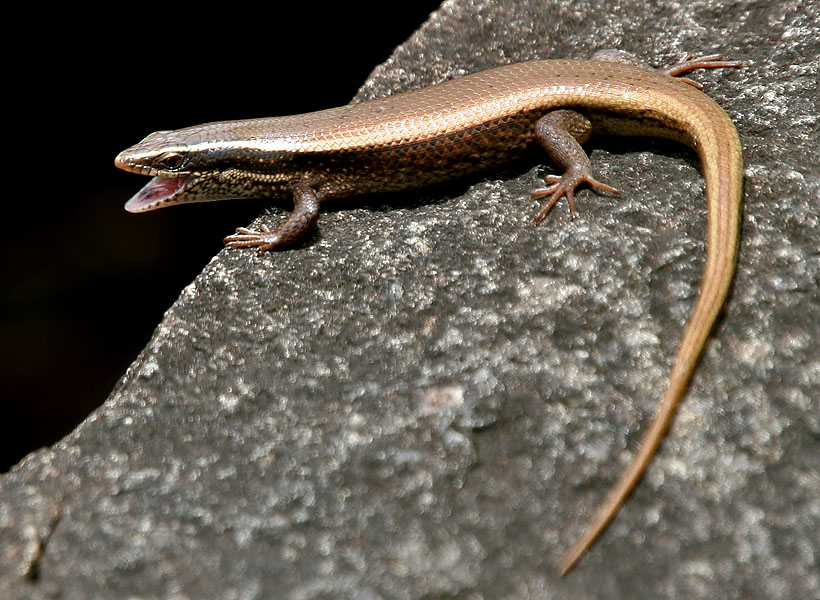
Бронзова мабуя

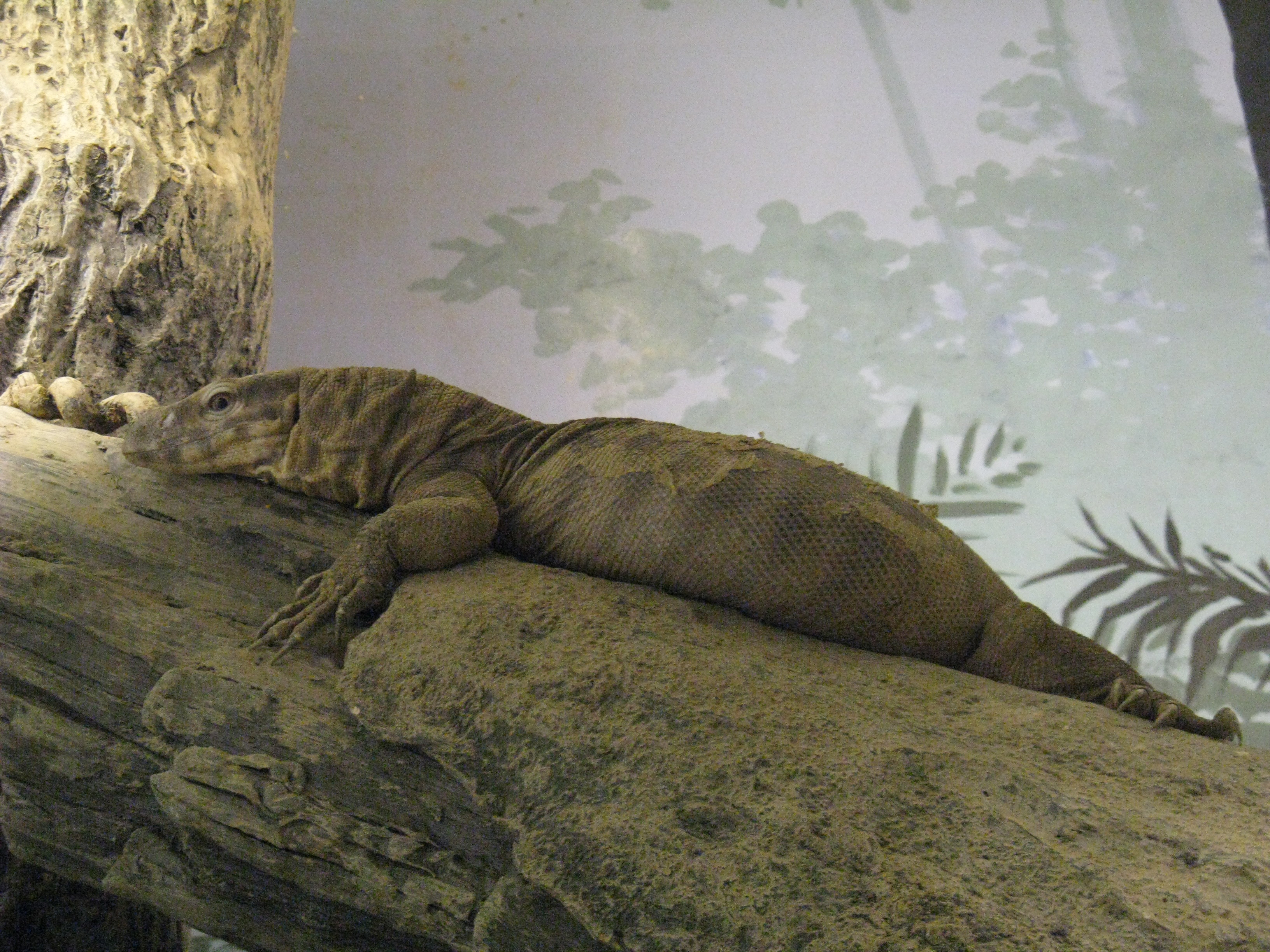
Жовтий варан

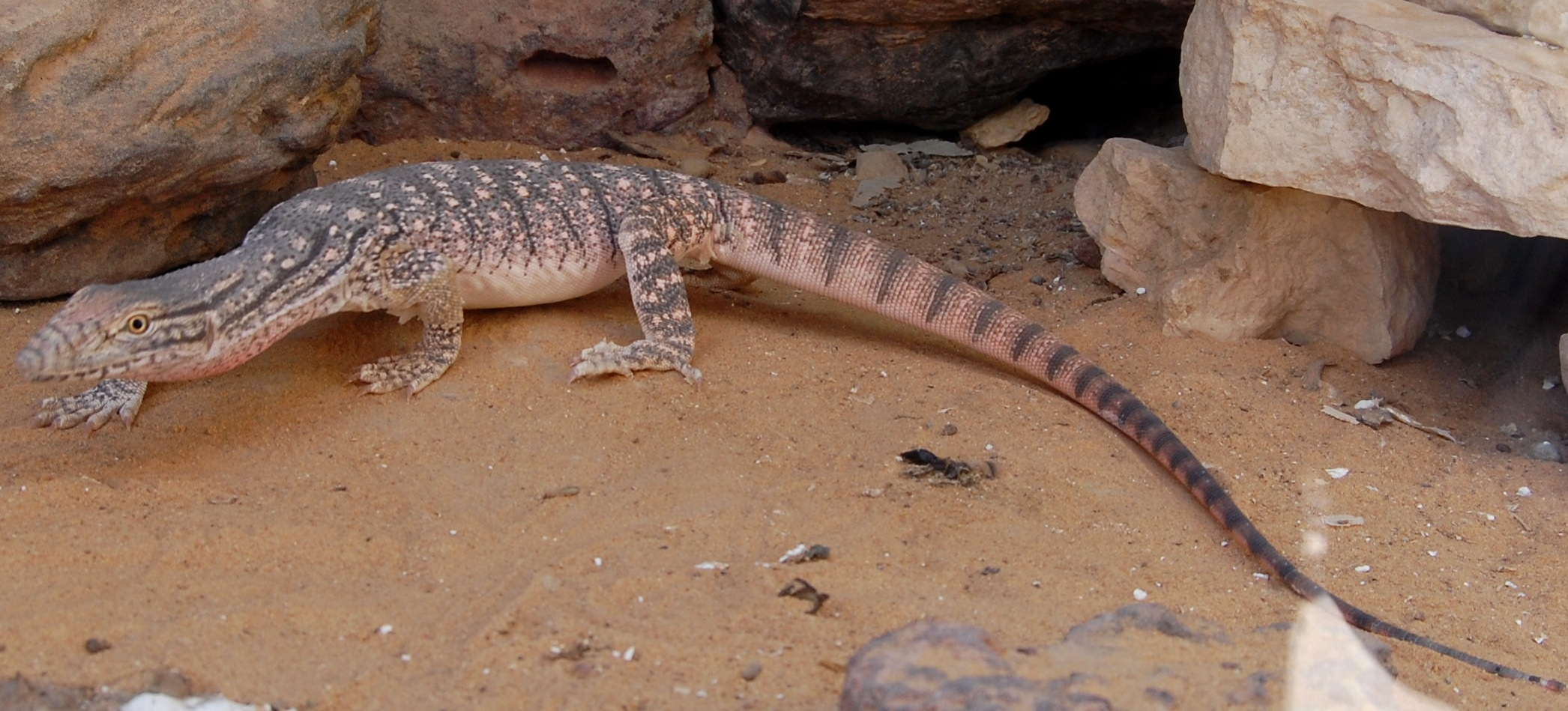
Варан сірий

У Пакистані налічується 86 видів ящірок.
- Родина Agamidae (агами) - 22 види
  - Brachysaura minor
  - Calotes versicolor (калот садибний)
  - Japalura kumaonensis
  - Paralaudakia badakhshana
  - Paralaudakia caucasia (агама кавказька)
  - Paralaudakia himalayana (агама гімалайська)
  - Laudakia agrorensis
  - Laudakia melanura (агама чорна)
  - Laudakia fusca
  - Laudakia nupta (агама гірська іранська)
  - Laudakia tuberculata (агама гірська кашмірська)
  - Phrynocephalus clarkorum
  - Phrynocephalus euptilopus
  - Phrynocephalus luteoguttatus
  - Phrynocephalus maculatus
  - Phrynocephalus ornatus
  - Phrynocephalus scutellatus
  - Trapelus agilis pakistanensis
  - Trapelus rubrigularis
  - Trapelus ruderatus (агама руїнна)
  - Uromastyx asmussi (шипохвіст іранський)
  - Uromastyx hardwickii (шипохвіст)
- Родина Chamaeleonidae (хамелеони) - 1 вид
  - Chamaeleo zeylanicus
- Родина Gekkonidae (гекони) - 33 види
  - Agamura femoralis
  - Agamura persica
  - Bunopus tuberculatus
  - Crossobamon eversmanni
  - Crossobamon orientalis
  - Cyrtodactylus walli
  - Cyrtopodium agamuroides
  - Cyrtopodium baturensis
  - Cyrtopodium dattanensis
  - Cyrtopodium fortmunroi
  - Cyrtopodium indusoani
  - Cyrtopodium kachhensis
  - Cyrtopodium mintoni
  - Cyrtopodium montiumsalsorum
  - Cyrtopodium rhodocaudus
  - Cyrtopodium rohtasfortai
  - Cyrtopodium scaber
  - Cyrtopodium watsoni
  - Eublepharis macularius (еублефар плямистий)
  - Hemidactylus brookii
  - Hemidactylus flaviviridis
  - Hemidactylus frenatus
  - Hemidactylus imbricatus
  - Hemidactylus leschenaultii
  - Hemidactylus persicus
  - Hemidactylus triedrus
  - Hemidactylus turcicus
  - Microgecko depressus
  - Microgecko helenae
  - Ptyodactylus homolepis
  - Teratoscincus microlepis
  - Teratoscincus scincus
  - Tropiocolotes persica
- Родина Lacertidae (ящірки) - 12 видів
  - Acanthodactylus cantoris
  - Acanthodactylus micropholis
  - Eremias acutirostris
  - Eremias fasciata
  - Eremias scripta (ящурка смугаста)
  - Eremias velox persica (ящурка швидка)
  - Mesalina brevirostris
  - Mesalina guttulata (месаліна крапчаста)
  - Ophisops elegans (змієголовка красива)
  - Ophisops jerdonii
  - Ophisops microlepis
  - Scapteira aporosceles (Chagai desert lacerta)
- Родина Scincidae (сцинки) - 15 видів
  - Ablepharus grayanus
  - Ablepharus pannonicus
  - Chalcides ocellatus (веретеноподібний сцинк європейський)
  - Eumeces schneiderii zarudnyi (довгоногий сцинк звичайний)
  - Eurylepis indothalensis
  - Eurylepis taeniolata (сцинк щитковий)
  - Eutropis dissimilis
  - Eutropis macularia
  - Ophiomorus blanfordii
  - Ophiomorus brevipes
  - Ophiomorus raithmai
  - Ophiomorus tridactylus
  - Scincella ladacensis
- Родина Varanidae (варани) - 3 види
  - Varanus bengalensis (варан бенгальський)
  - Varanus flavescens (варан жовтий)
  - Varanus griseus (варан сірий)

### ПідрядЗмії

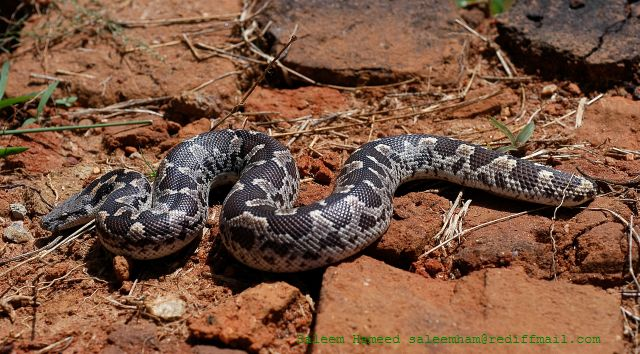
Удавчик конічний

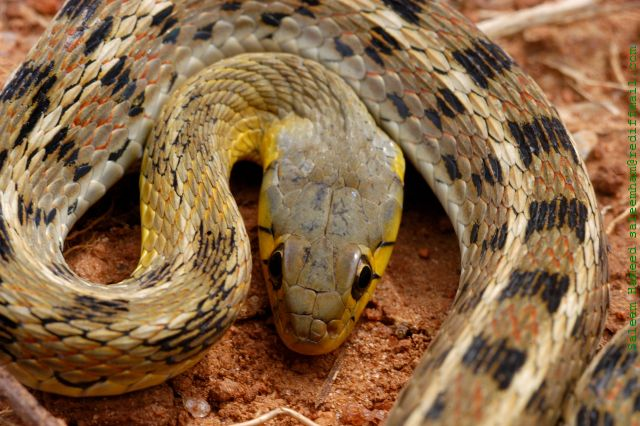
Амфізма смугаста

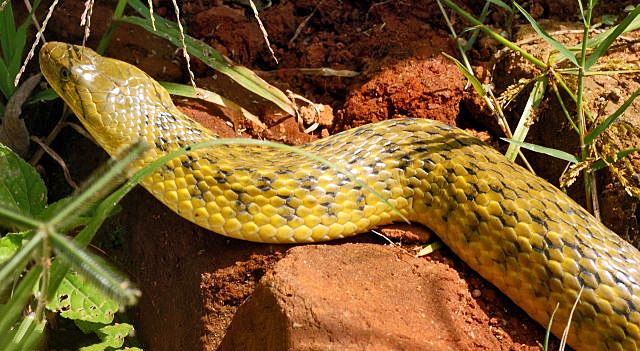
Вуж-рибалка водяний

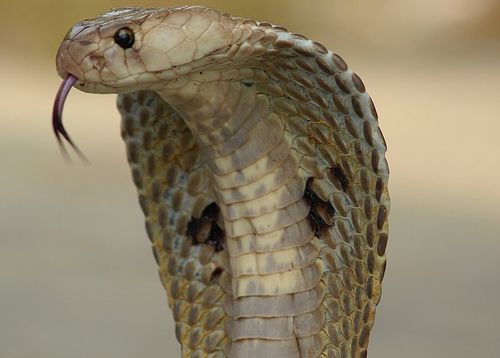
Індійська кобра

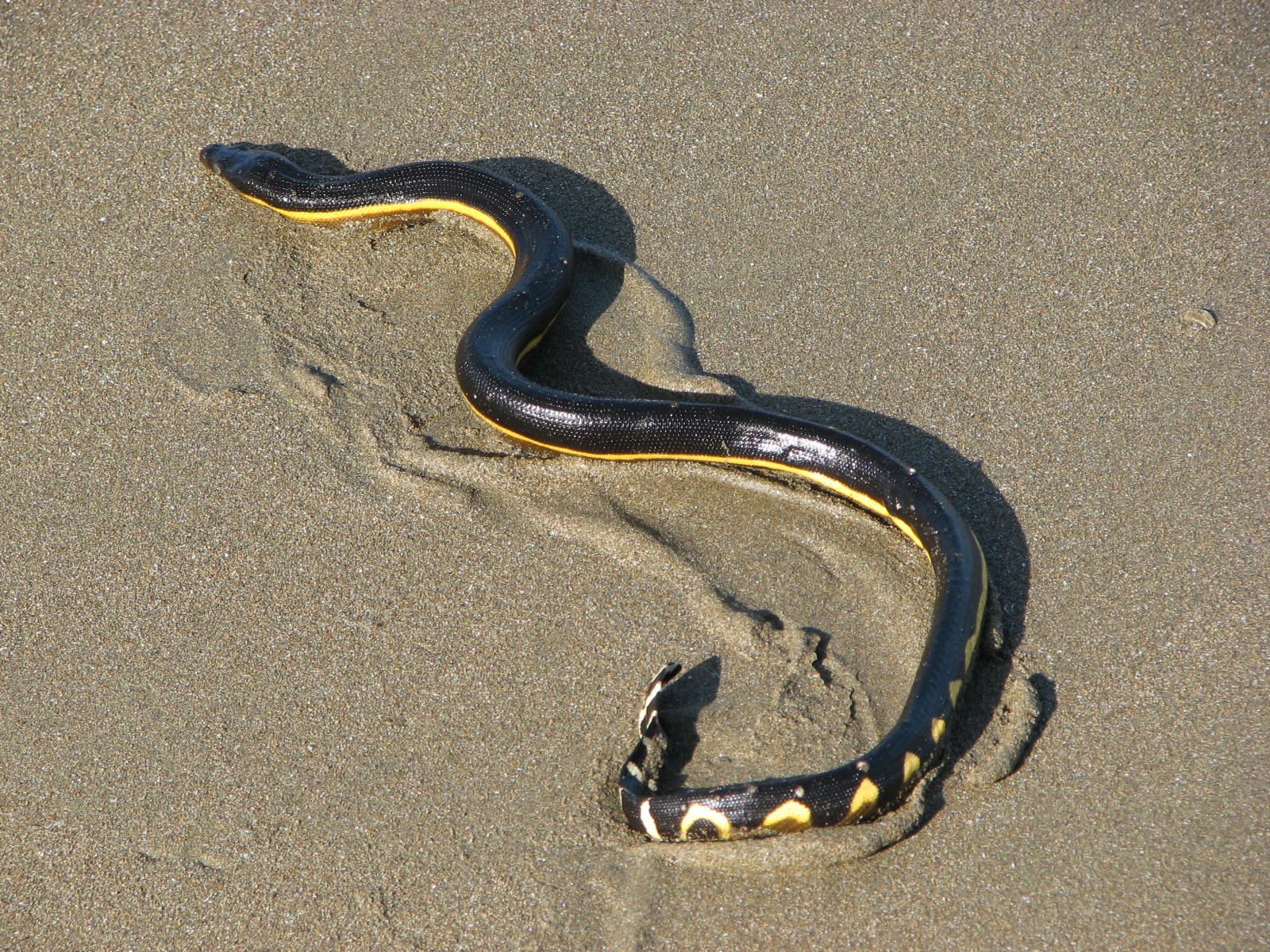
Пеламіда двоколірна

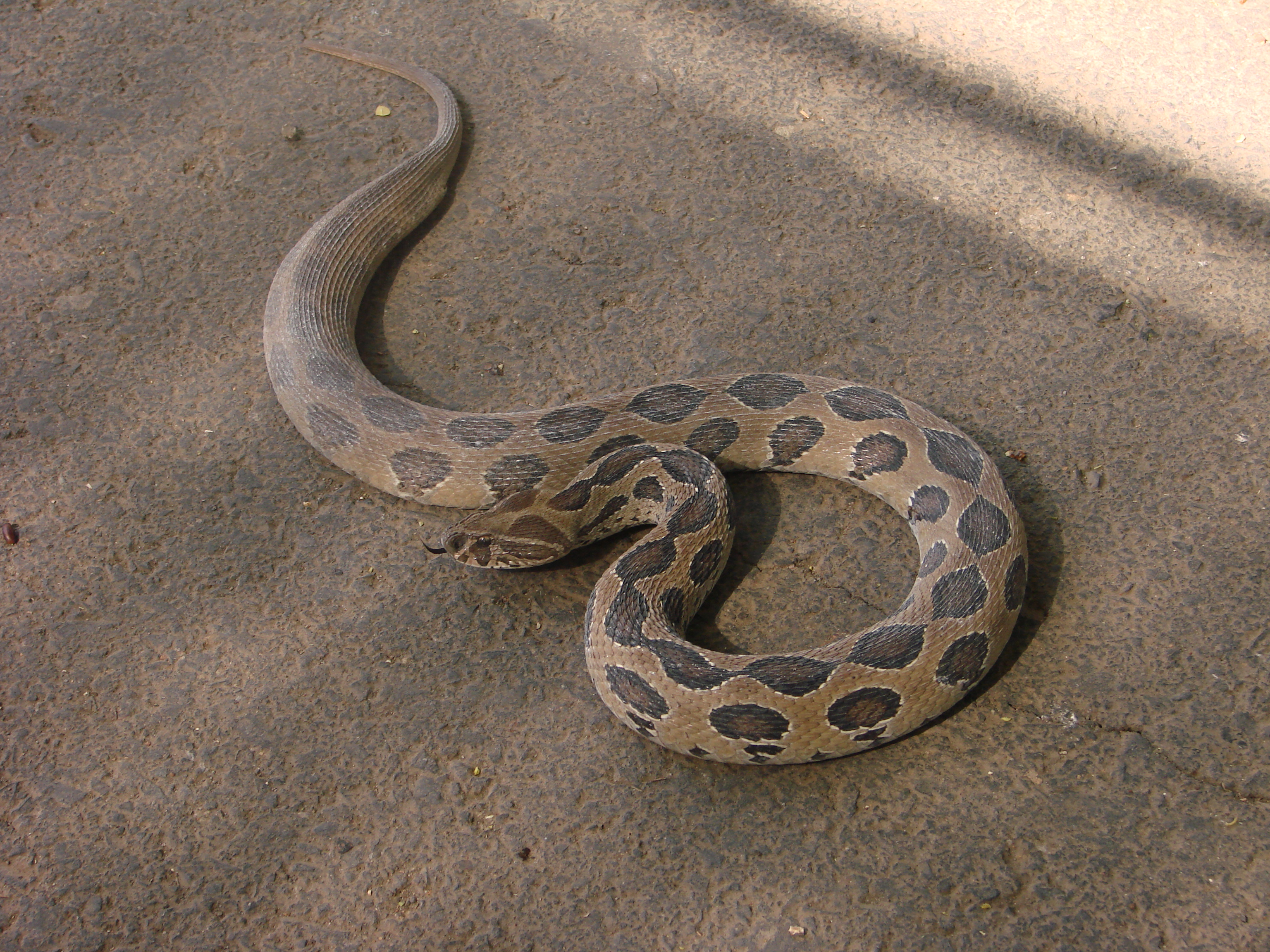
Дабоя Рассела

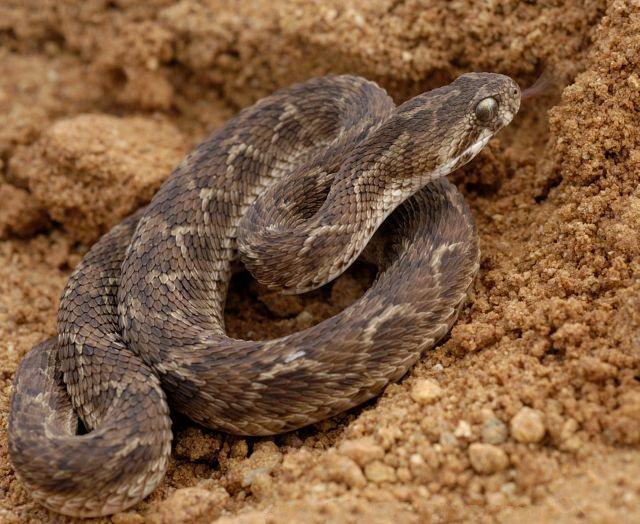
Піщана ефа

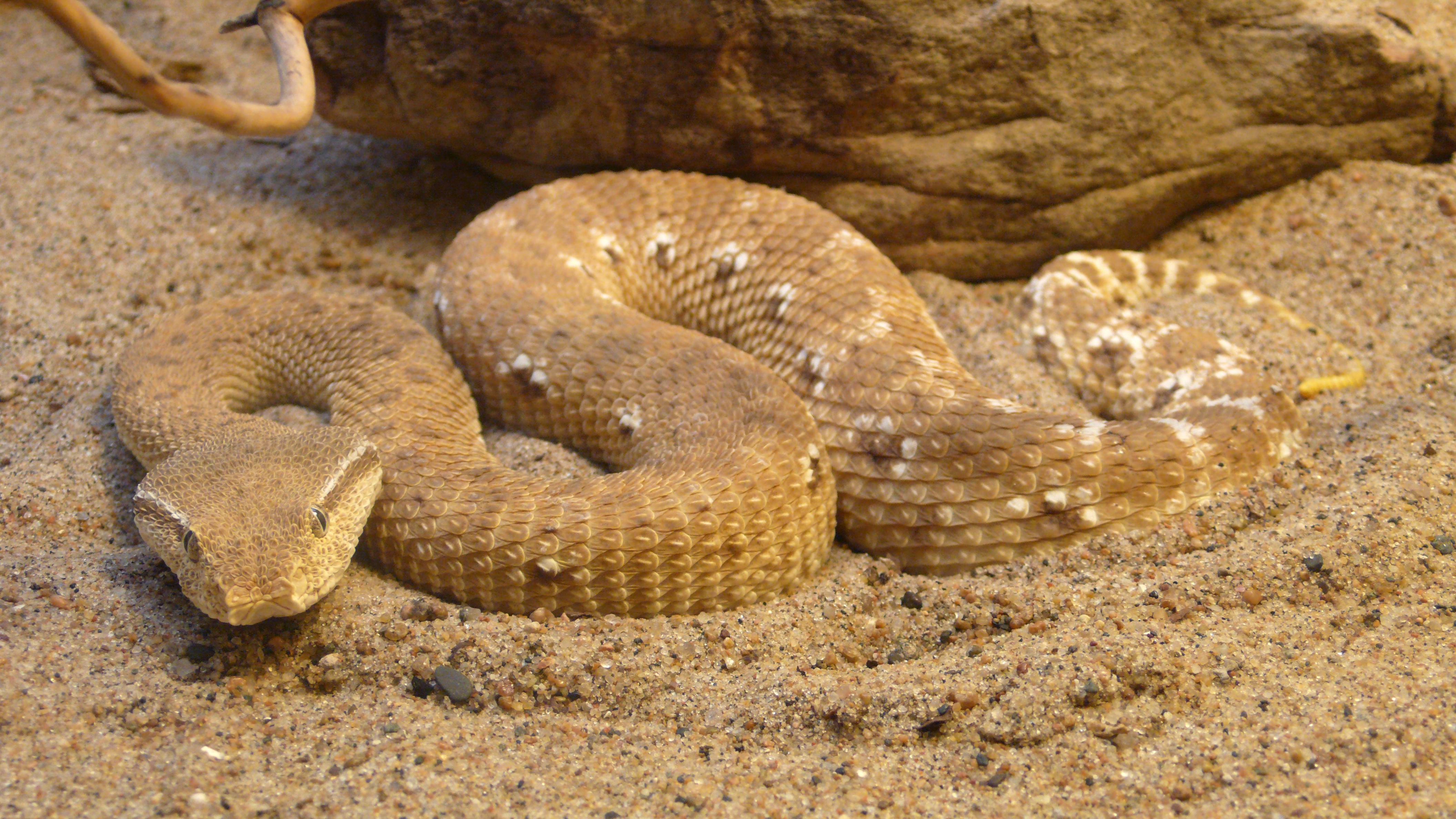
Азійська піщана гадюка

У Пакистані трапляється 71 вид змій.
- Родина Boidae (удави) - 3 види
  - Eryx johnii (удавчик індійський)
  - Eryx tataricus speciosus (удавчик піщаний)
  - Eryx conicus (удавчик конічний)
- Родина Colubridae (полозові) - 35 видів
  - Herpetoreas platyceps
  - Herpetoreas sieboldii
  - Dendrelaphis tristis (вуж бронзовий звичайний)
  - Coelognathus helena (полоз індійський)
  - Amphiesma stolata stolata (амфізма смугаста)
  - Boiga trigonata (бойга індійська)
  - Platyceps plinii
  - Platyceps karelini (полоз поперечносмугий)
  - Hemorrhois ravergieri (полоз різнобарвний)
  - Platyceps rhodorachis (полоз червоносмугий)
  - Platyceps ventromaculatus
  - Enhydris pakistanica
  - Fowlea piscator (вуж-рибалка водяний)
  - Fowlea sanctijohannis
  - Fowlea schnurrenbergeri
  - Lycodon aulicus (вовкозуб будинковий)
  - Lycodon bicolor
  - Lycodon striatus (вовкозуб поперечносмугий)
  - Lycodon travancoricus
  - Lytorhynchus maynardi
  - Lytorhynchus paradoxus
  - Lytorhynchus ridgewayi (літоринх афганський)
  - Natrix tessellata (Вуж водяний)
  - Oligodon russelius
  - Oligodon taeniolatus (олігодон мінливий)
  - Psammophis condanarus
  - Psammophis leithii
  - Psammophis lineolatus (змія-стріла)
  - Psammophis schokari (зериг)
  - Eirenis persicus
  - Ptyas mucosus
  - Sibynophis sagittarius
  - Spalerosophis atriceps (лусколобий полоз чорнолобий)
  - Spalerosophis arenarius
  - Spalerosophis diadema (полоз діадемовий)
  - Telescopus rhinopoma (котяча змія іранська)
  - Xenochrophis cerasogaster
- Родина Elapidae (аспіди) - 4 види
  - Bungarus caeruleus (крайт індійський)
  - Bungarus sindanus
  - Naja naja (кобра індійська)
  - Naja oxiana (кобра середньоазійська)
- Родина Hydrophiidae (морські змії) - 14 видів
  - Astrotia stokesii (дістейра Стокса)
  - Enhydrina schistosa (морська змія горбоноса)
  - Hydrophis caerulescens
  - Hydrophis cyanocinctus (морська змія кільчаста)
  - Hydrophis fasciatus (striped sea snake)
  - Hydrophis lapemoides (ластохвіст стрічковий)
  - Hydrophis mamillaris
  - Hydrophis ornatus (морська змія вишукана)
  - Hydrophis spiralis (морська змія спіральна)
  - Lapemis curtus (морська змія коротка)
  - Microcephalophis cantoris
  - Microcephalophis gracilis (мікроцефал стрункий)
  - Pelamis platurus (пеламіда двоколірна)
  - Praescutata viperina
- Родина Leptotyphlopidae (стрункі сліпуни) - 2 види
  - Leptotyphlops blanfordii
  - Leptotyphlops macrorhynchus
- Родина Pythonidae (пітони) - 1 вид 
  - Python molurus (пітон тигровий)
- Родина Typhlopidae (сліпуни) - 4 види
  - Ramphotyphlops braminus (сліпун брамінський)
  - Typhlops ahsanai
  - Typhlops porrectus
  - Typhlops madgemintonai
- Родина Viperidae (гадюки) - 7 видів
  - Daboia russelii russelii (дабоя Рассела)
  - Echis carinatus (ефа піщана)
  - Eristicophis macmahonii
  - Gloydius himalayanus
  - Macrovipera lebetinus (гюрза)
  - Pseudocerastes persicus (гадюка перська)

## РядЧерепахи

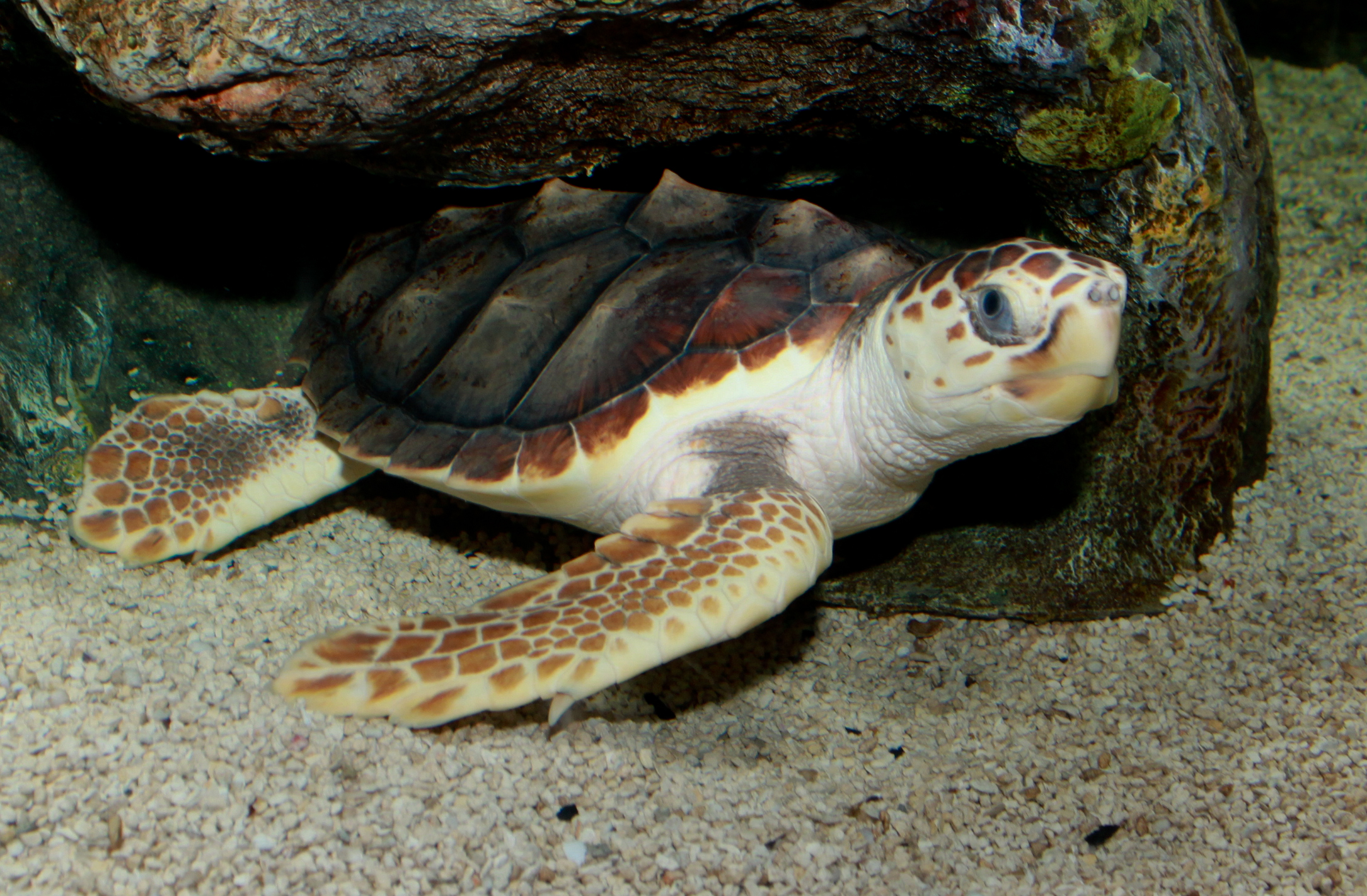
Довгоголова морська черепаха

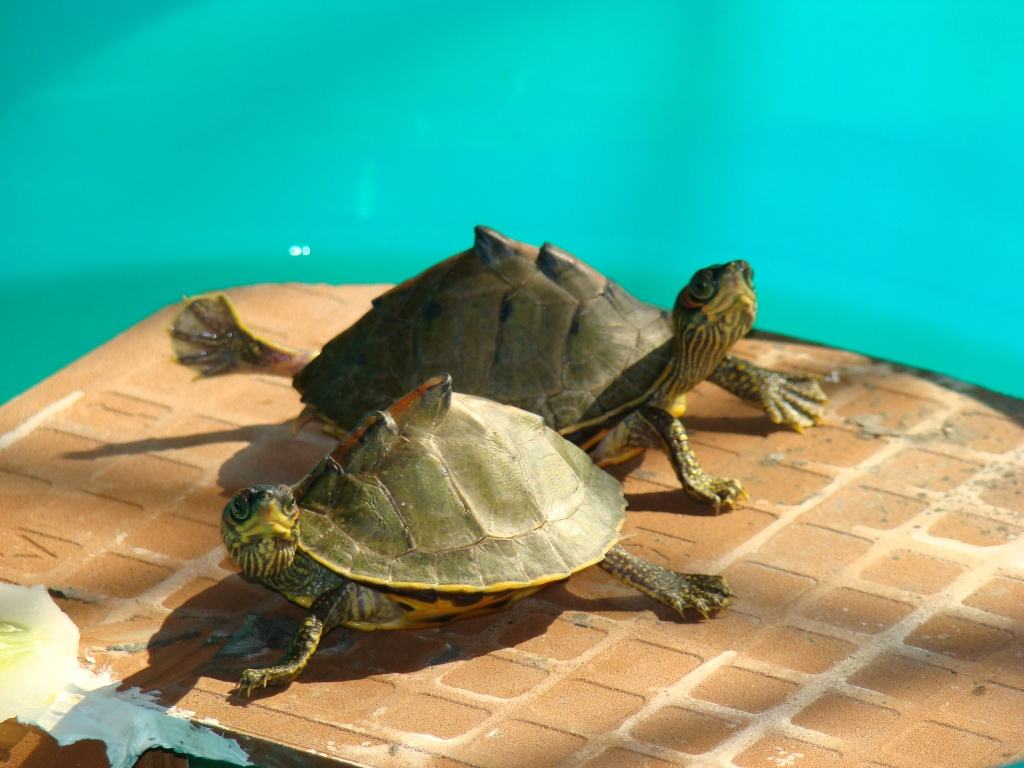
Індійська покрівельна черепаха

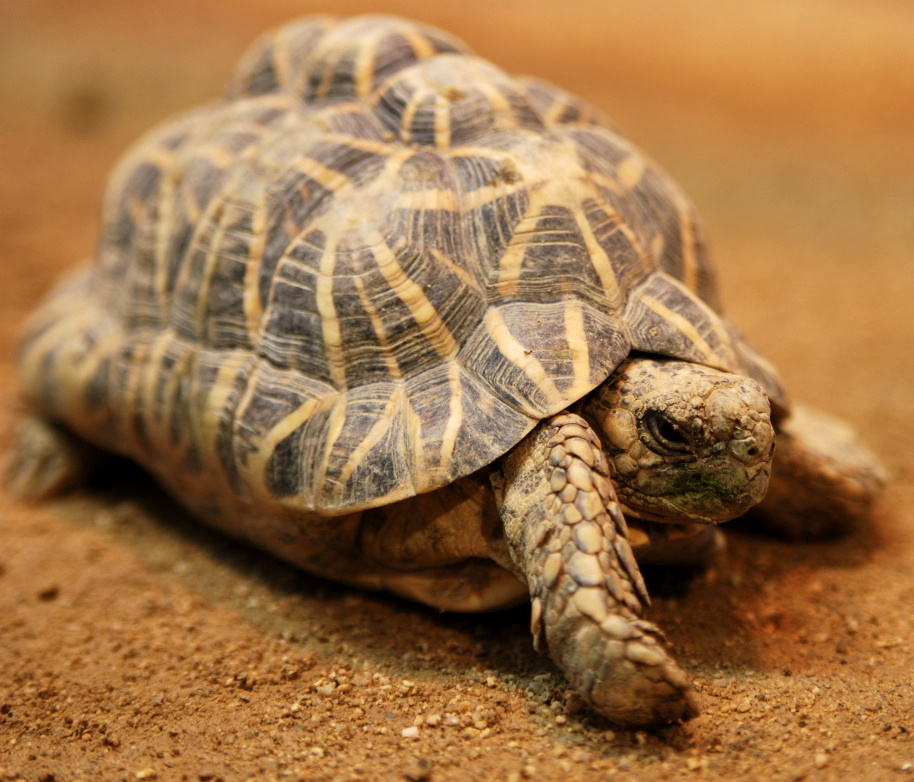
Індійська зірчаста черепаха

Відомо 15 видів черепах, які зареєстровані у Пакистані.
- Родина Cheloniidae (морські черепахи) - 4 види
  - Chelonia mydas (зелена морська черепаха)
  - Caretta caretta (довгоголова морська черепаха)
  - Eretmochelys imbricata bissa (бісса)
  - Lepidochelys olivacea (оливкова морська черепаха)
- Родина Dermochelyidae (безщиткові морські черепахи) - 1 вид
  - Dermochelys coriacea (шкіряста черепаха)
- Родина Geoemydidae (азіатські прісноводні черепахи) - 4 види
  - Geoclemys hamiltonii (черепаха Гамільтона)
  - Hardella thurjii (черепаха діадемова)
  - Kachuga smithii smithii (бура черепаха)
  - Kachuga tecta (індійська покрівельна черепаха)
  - Melanochelys trijuga (індійська чорна черепаха)
- Родина Testudinidae (суходільні черепахи) - 2 види
  - Geochelone elegans (індійська зірчаста черепаха)
  - Testudo horsfieldi horsfieldii (черепаха степова)
- Родина Trionychidae (трикігтеві черепахи) - 4 види
  - Aspideretes gangeticus indica (гангська м'якопанцирна черепаха)
  - Aspideretes hurum (азійський трионікс плямистий)
  - Chitra indica (вузькоголова черепаха індійська)
  - Lissemys punctata andersoni (лопатева черепаха індійська)